# Liceul Teoretic Dăbuleni

## Istoric
Unitatea de învățământ a luat ființă în data de 15 septembrie 1961, fiind cunoscut sub numele de „Școala Medie Mixtă” Dăbuleni, în care învățau elevi din clasele I - VIII. 
Din 1965 școala Medie Mixtă ia denumirea de liceu, astfel încât în anul școlar 1964-1965, la Dăbuleni, este dată prima promoție de liceu. 
În perioada 1961-1977, a funcționat ca liceu cu două profile: real și uman. 
Din 1973, la Liceul de cultură generală din Dăbuleni numărul claselor fiind redus, a funcționat numai secția reală.
Începând cu 1977, Liceul se comasează (prin decret prezidențial) cu Liceul agroindustrial din comuna Bechet. 
În 1990 apare Liceul Teoretic „C. Brâncoveanu” Dăbuleni, care funcționează, până în anul 2001, în incinta școlii generale Nr. 4.
Din 2001, liceul funcționează într-o locație nouă, care îndeplinește înalte standarde de calitate.

## Denumire
Numele vine de la voievodul Constantin Brâncoveanu (1688-1714), apărător al moștenirii Basarabiei, moștenire care se integrează în moșia satului Recica Dabului. De altfel, localitatea Dabuleni este parte a Așezămintelor Brâncovenești.

## Structura
Liceul mai are în structura sa: Școala cu clasele I - VIII nr.3, Grădinița nr.3